# Studienzentrum Rotenburg

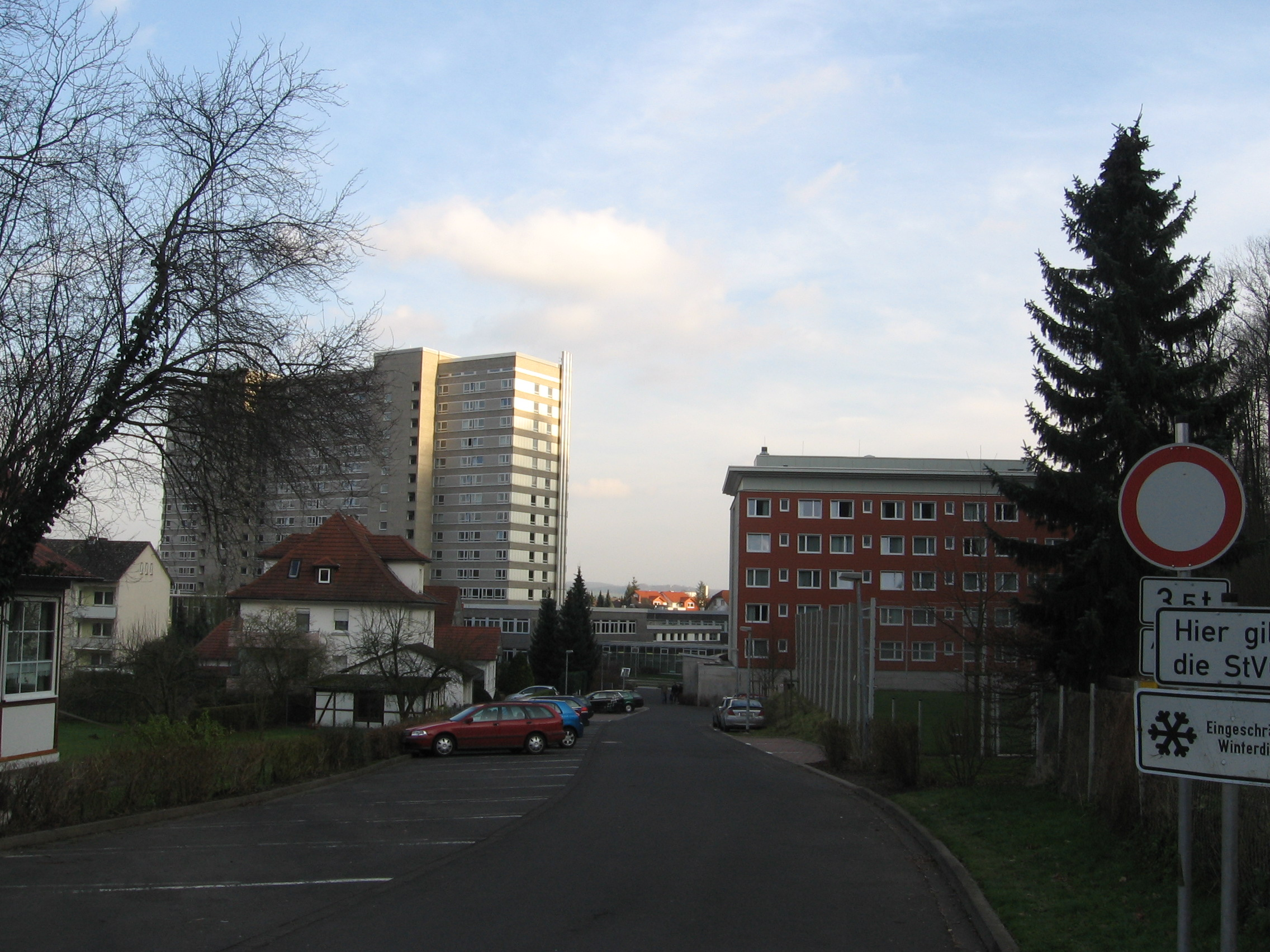
Hochhaus der Verwaltungsfachhochschule Rotenburg

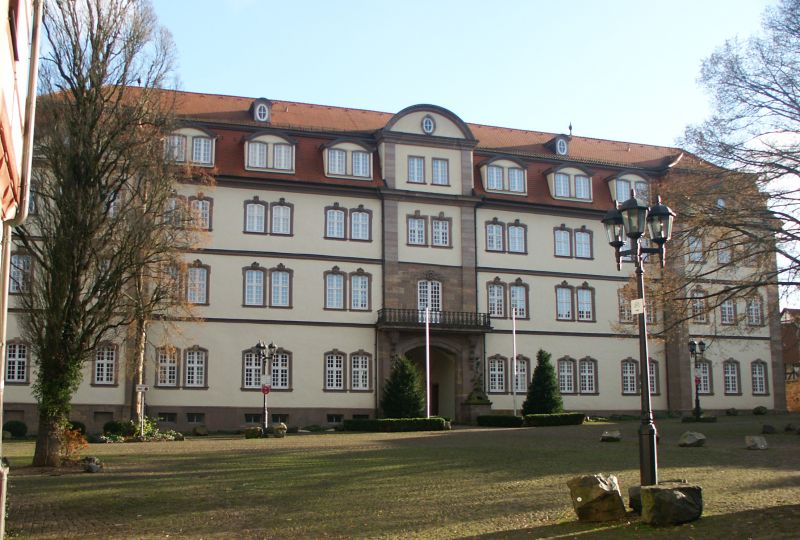
Das Schloss Rotenburg ist Sitz der Landesfinanzschule

Das zum 1. Januar 2006 gegründete Studienzentrum der Finanzverwaltung und Justiz Rotenburg an der Fulda ist eine nichtrechtsfähige Einrichtung des Landes Hessen. Zweck des Studienzentrums ist die Verwaltung der am Standort Rotenburg an der Fulda bestehenden Bildungseinrichtungen für die Geschäftsbereiche des Hessischen Ministers der Finanzen und des Hessischen Ministers der Justiz.
Zum Studienzentrum der Finanzverwaltung und Justiz Rotenburg an der Fulda gehören:
- die Hessische Hochschule für Finanzen und Rechtspflege mit den Fachbereichen Rechtspflege und Steuer,
- die Landesfinanzschule Hessen,
- die Ausbildungsstätte für den mittleren Justizdienst,
- die Zentralverwaltung, die für die Bildungseinrichtungen und für die Fortbildung zuständig ist.

Die Befugnis, Steuern festzusetzen und zu erheben, hatte vor dem Zweiten Weltkrieg die Reichsfinanzverwaltung. Die Ausbildung der Steuerbeamten war demzufolge ebenfalls Sache des Deutschen Reiches. Mit der Finanzverfassung des Grundgesetzes entsprechend der föderalen Struktur der Bundesrepublik wurde die Verwaltung der Steuern zwischen Bund, Ländern und Gemeinden aufgeteilt. Eine Landesfinanzverwaltung wurde aufgebaut, für die Landesbeamte geschult werden mussten.
Zunächst war seit 1945 die Hessische Finanzlehranstalt in Langen betrieben worden. Am 26. Mai 1951 besichtigte der Oberfinanzpräsident, zusammen mit dem Staatsbauamt Rotenburg, dem Landrat des Kreises und dem Bürgermeister sowie sämtlichen Beigeordneten der Stadt Rotenburg das Rotenburger Schloss. In einem Aktenvermerk über die Besichtigung heißt es: „Nach der Lage wäre die Benutzung dieses Schlosses für alle Beteiligten ideal. Der anschließende Schlossgarten nebst Schwimmbad bietet Schulungsmöglichkeiten, wie man sie sich nicht schöner denken kann. Die Verwendung als Finanzschule ist zurzeit die einzige Möglichkeit, das historisch wertvolle Gebäude zu retten“. Dies erkannten auch die Behörden der Stadt, die am 4. August 1953 das Schloss dem Land Hessen schenkte. Am 14. November 1953 wurde es durch den Hessischen Finanzminister Heinrich Troeger seiner Bestimmung übergeben.
Mit der hessischen Landesfinanzschule – LFS wurde 1953 die Bildungsstätte der hessischen Finanzverwaltung eingerichtet. Dieser Einrichtung folgte die „Ausbildungs- und Fortbildungsstätte der Hessischen Landesverwaltung“ am 1. September 1973. Zum 1. Januar 1980 wurde die „Ausbildungs- und Fortbildungsstätte der Hessischen Landesverwaltung“ in die Verwaltungsfachhochschule Rotenburg umgewandelt. Von Beginn an war es eine gemeinsame Hochschule der hessischen Finanz- und Justizverwaltung. Im Jahr 1994 übertrug die Justizverwaltung von Thüringen die Zuständigkeit für ihre Rechtspflegerausbildung auf die VFHS.
Zum 1. Januar 2006 wurde die VFHS in das Studienzentrum Rotenburg eingegliedert.